# Rejon Słatina
Rejon Słatina (bułg.: Район Слатина) – rejon w obwodzie miejskim Sofii, w Bułgarii. Populacja wynosi 65 800 mieszkańców.